# Øynefjorden
Øynefjorden er en del af Hardangerfjorden på vestsiden af Varaldsøy i Kvinnherad kommune, Vestland fylke i Norge. Fjorden er den vestlige fortsættelse af Kvinnheradsfjorden og har indløb mellem Gjermundshamn og Skjelnesodden på Varaldsøy i syd. Derfra strækker fjorden sig 11,5 kilometer mod nord til Mundheim i Kvam kommune.
Fra Gjermundshamn går der færge over til landsbyen Varaldsøy. Vest for Skjelnesodden ligger Sildafjorden som går på syd og østsiden af Varaldsøy. På nordsiden af Varaldsøy går Bondesund mod øst  til Hissfjorden som går videre mod nordøst.